# Isoctenus cabula
Espèce
Isoctenus cabula est une espèce d'araignées aranéomorphes de la famille des Ctenidae.

## Distribution
Cette espèce est endémique de Bahia au Brésil,.  Elle se rencontre vers Salvador et Lauro de Freitas.

## Description
Le mâle holotype mesure 7,45 mm et la femelle paratype 9,18 mm, les mâles mesurent de 7,12 à 8,52 mm et les femelles de 9,64 à 9,87 mm

## Systématique et taxinomie
Cette espèce a été décrite par Pontes Moraes, Polotow, Labarque et da Silva en 2023.

## Étymologie
Son nom d'espèce lui a été donné en référence au lieu de sa découverte, Cabula (pt).

## Publication originale
- Pontes Moraes, Polotow, Labarque & da Silva, 2023 : « Description of three new species of Isoctenus Bertkau, 1880 and new records for I. areia Polotow & Brescovit (Araneae, Ctenidae) from northeastern Brazil. » Zootaxa, no 5315(2), p. 177-186.